# Сицање
Сицање (специфично за западну Херцеговину) , боцање, бадање, сјецање и шарање је обичај тетовирања Хрвата католика у Босни и Херцеговини.

## Историја
Највише се практиковало када је Босна и Херцеговина пала под османску власт. "Сицале" су се руке, чело и груди. Географски, овај обичај је био најраширенији код Хрвата у Босни, нешто мање у Херцеговини, Тропољу, а постојао је и у Далмацији.
Како су Турци отимали хришћанску децу и слали их у Турску да буду јањичари и слуге (као што су отимали децу босанске краљице Катарине, која је БиХ завештала Светој столици у Риму, док се њена деца не врате у католичанство и веру), католици су тако желели да чувају своју децу и да их заувек обележе, да знају коме припадају. Касније су Турци користили право прве брачне ноћи, односно спавали су са тек удатом девојком пре њеног мужа. По предању, католици су на овај начин тетовирали своје девојке, да би муслиманима биле одбојне и да би у случају да буду одведене увек знале шта су биле.
Мушка и женска деца узраста од 3 до 18 година тетовирана су на празник Светог Јосифа, Благовести, Велики петак и током Великог поста природним материјалима као што су мед, угаљ, пљувачка и мајчино млеко. Тетовирање је било редовно до 1938. године и од тада је у опадању. Последња особа која је себе сицала на традиционалан начин рођена је 1969. године, а мајка која је сицала дете 1984. године.
Обичај тетовирања Хрвата католика у Босни и Херцеговини истраживао је археолог и историчар Ћиро Трухелка (1865-1942).

### Истраживања
Године 1894. аустријско-пољски лекар Леополд Глук објавио је чланак под насловом „Тетовирање коже за католике у Босни и Херцеговини“,  у којем се наводи да је „... скоро свака одрасла девојка или свака сељанка истетовирана на грудима, горњим руке и подлактице, на шакама често до прстију, а у ретким случајевима и на челу“.  Опсежније истраживање у исто време објавио је Ћиро Трухелка који је сакупио на десетине мотива, а за разлику од Глука који се ограничио на Средња Босна и шире и Херцеговина. Према Трухелки, тетоваже немају баш религиозни карактер, али се могу сврстати у потребу за племенским обележавањем,  што је Трухелка покушао да повеже са истраживањима у Албанији, Србији, Бугарској, Црној Гори и Далмацији.  Тетовирање мушкараца било је веома ретко, а сводило се на спољашње утицаје, као нпр. са војницима који су морали да служе, па би их другови наговарали да се тетовирају, иако то није био њихов обичај у породици. Његовим истраживањима обухваћена су подручја Сарајевског, Високог, Травничког, Фојничког, Прозорског и Бугојанског округа, подручје око доњоврбаског, Которварошког и Бањалучког округа. Приметио је да је овај обичај на јужној и источној периферији ових крајева знатно ослабљен, а да се у околини Олова, Вареша, Вијаке и у долини Неретве праве тетоваже, само да би се задовољила форма са простим крстом на рамену. Трухелка напомиње да је „најљепше облике тетовирања пронашао у Лашванској долини, посебно у мјестима око Гуче Горе, а мање или више бујне у сусједним окрузима на сјеверу до Бањалуке, а на југу до Рамске долине и Купреса." 

### Мотиви
Поделу на пет група мотива извршио је Марио Петрић: 
- Крстови: Најједноставнији мотив је грчки крст (мотиви 1-7) једноставног облика или украшен. Постоје варијанте са крстом са тачком на сваком крају, или благо спуштеним правим или косим линијама, и варијације са линијама савијеним у облику српа, али и комбинације ове три варијанте, које се називају „јелов крст“, са овим додацима. симболизујући јелове пупољке. Сложенији облици (мотиви 8-11), заступљени у Краљевој Сутјесци, су варијације једноставних мотива. Једноставни крстови су тетовирани на прсту или на челу, или на руци, обично даље од других мотива; [5]
- Круг и ограда: Нехришћански мотиви се састоје од круга (круга) од тачака или пуног круга са ивицом од тачака (мотиви 12-22). Постоје варијанте да се на кругу налазе мале кратке линије, тачке или црте у облику полумесеца, изглед сечива, тако да се на орнаменту види млински точак. Круг обично укључује крст у центру, али се дешава и да у центру нема крста или да постоји само тачка или други мањи круг. Точак је био тетовиран на надлактици, испод лакта и на грудима; Други мотив за ову поделу је ограда. Има облик полукруга, па је на горњој страни шаке насликан тако да је грло полукруга отворено према преклопу, а свод окренут ка прстима. Као у кругу, спољна периферија је украшена линијама, бобицама или јелама, док су крајеви често означени крстом, звездом од неколико кракова. Као и точак, ограда се може удвостручити више пута, тако да мања укључује већи, или два слична мотива грла су окренута један према другом. Средина ограде је украшена крстом или неким другим мотивом. Док се точак код мушкараца понекад види изнад лакта, ограда се налази само код жена на горњој страни руке. Изнад ограда, прегиб руке од једне до друге коштане кврге често је украшен типичним орнаментом, наруквицом. [5]
- Наруквица: У свом најједноставнијем облику, то је линија украшена цртицама, али је мотив ипак мање-више богато украшен додавањем већ познатих декоративних елемената. Често се састоји од две затворене паралеле са обе стране или од испрекиданог орнамента. Понављањем неколико сличних украса руку испод лакта, често постаје укусно стилизована трака, која покрива ширину од 10 центиметар. Доња страна је наравно увек отворена, због вена тртице. [5]
- Грана или гранчица: Украс, који је једноставно грана, назива се гранчица. Исти мотив, богатије украшен тако да гране на једној страни стоје усправно, док су на другој страни спуштене, назива се „јелица“: Мотив који се често виђа у долини Биле је шиљак. Основни концепт је права линија, дуж које су засађени крстови и гранчице. Наноси се на доњу страну руке испод лакта. [5]
- Разни други облици: Уобичајени мотиви који не припадају горњим групама су названи по звездама, месецу, звездама претечама или сунцу. Звезда има облик осмокраке, од линија сложене звезде или малог круга, са цртицама распоређеним по ободу. У овом облику круг је смањен. Ове звезде служе за попуњавање празнина, које остављају главни мотиви. Име звезде назива се и орнамент, састављен од дугуљасте елипсе, на којој су распоређене цртице. [5]

### Филателија
Хрватска пошта Мостар издала је 20. марта 2004. године поштанску марку под називом "Традиционална тетоважа Хрватица у БиХ" номиналне вриједности 0,50 марака.